# Chiesa della Natività di Maria Vergine (Praga)
La chiesa della Natività di Maria Vergine (in ceco Kostel narozeni panny marie) è una chiesa romanica situata a Praga (distretto di Praga 10, Záběhlice), Repubblica Ceca. Esso è protetto come monumento nazionale.

## Storia
Le origini della chiesa risalgono alla prima metà del XII secolo (circa 1125). Nel corso del XIV secolo, la chiesa fu ricostruita in stile romanico-gotico. A quel tempo, era una chiesa parrocchiale. Nel XIX secolo, la torre romanica fu distrutta da un fulmine, e successivamente sostituita da una torre neo-romanica tra il 1876 e il 1880. La pala d'altare della beata Vergine Maria è stata creata nel 1861. Il restauro più importante è stato effettuato nel 1948, e la facciata è stata restaurata nel 2000 con il sostegno finanziario del quartiere di Praga 10.